# Região de Leiria
A Região de Leiria é uma sub-região portuguesa situada no centro-oeste do país, pertencendo à região do Centro. Tem uma extensão total de 2.449 km2, 286.792 habitantes em 2021 e uma densidade populacional de 118 habitantes por km2.
Está composta por 10 municípios e 67 freguesias, sendo a cidade de Leiria a cidade administrativa e um dos principais núcleos urbanos da sub-região. Com 60.876 habitantes na sua área urbana e 128.640 habitantes em todo o município, é a maior cidade e o maior município da sub-região, sendo limitada a norte com a Região de Coimbra, a leste com o Médio Tejo, a sul com a Lezíria do Tejo, a sudoeste com o Oeste e a oeste com o Oceano Atlântico.

## Municípios
- Alvaiázere
- Ansião
- Batalha
- Castanheira de Pera
- Figueiró dos Vinhos
- Leiria
- Marinha Grande
- Pedrógão Grande
- Pombal
- Porto de Mós